# Querlstein
Der Querlstein (auch Quanlstein) ist ein 2084 m ü. A. hoher Berg im Toten Gebirge in der Steiermark. Es handelt sich beim Querlstein eigentlich um die Süd-Schulter des Mittermölbings, die mit diesem durch einen breiten Grat verbunden ist. Nach Westen fällt der Berg steil ins Goldbachtal mit dem Kawasser-See, nach Osten steil zur Brunnalm ab. Der Südabfall ist weniger steil und dicht mit der Bergkiefer (Pinus mugo) bewachsen. Der wenig besuchte Gipfel bietet einen schönen Rundblick auf das südliche Plateau der Warscheneckgruppe. Am Gipfel befindet sich ein 2020 errichtetes Gipfelkreuz mit Gipfelbuchkassette. In das Kreuz ist eine Kuhglocke integriert, die 2019 beim Ursprung des Goldbachls am Fuß des Querlsteins gefunden wurde.

## Aufstieg
Der Gipfel kann über den markierten Weg 219 von der Brunnalm erreicht werden. Vom Kawassersee führt ein unmarkierter Steig durch die Westflanke.